# Anja Haider-Wallner

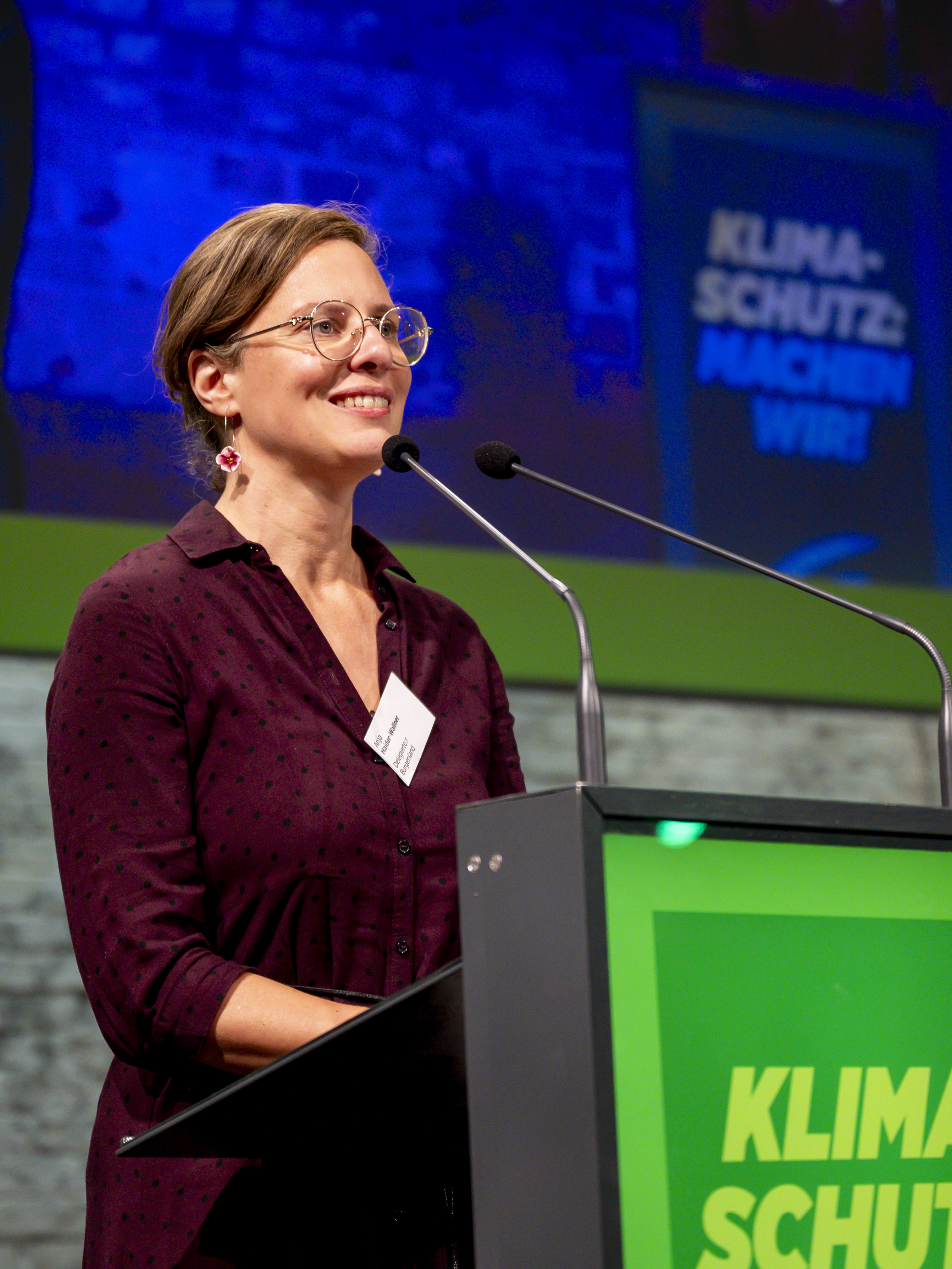
Anja Haider-Wallner (2024)

Anja Haider-Wallner (* 21. September 1979) ist eine österreichische Politikerin der Grünen. Seit dem 7. Oktober 2023 ist sie Landessprecherin der Grünen Burgenland, ab dem 27. Juni 2024 war sie Abgeordnete zum Burgenländischen Landtag. Seit dem 6. Februar 2025 ist sie Landeshauptmann-Stellvertreterin des Burgenlandes in der Landesregierung Doskozil III und verantwortet die Bereiche Umwelt, Naturschutz, Energie und Landwirtschaft sowie den Konsumentenschutz.

## Leben

### Ausbildung und Beruf
Anja Haider-Wallner besuchte ab 1989 den neusprachlichen Zweig des Bundesgymnasiums und Bundesrealgymnasiums Mattersburg, wo sie 1997 maturierte. Von 2004 bis 2006 absolvierte sie eine Ausbildung zur Ayurveda-Praktikerin. 2009/10 studierte sie an der Universität für Bodenkultur Wien Bio- und Umweltressourcenmanagement. 2020 begann sie ein Studium an der Fachhochschule des BFI Wien im Bereich Digital Marketing and Data Management.
Von 2000 bis 2005 war sie bei Palmers/Gazelle im Bereich Marketing, Werbung und Verkauf tätig. Seit 2004 ist sie selbständig im Bereich Ökologische Nachhaltigkeit und seit 2019 Projektleiterin des Gründerinnen-Programms beim Berufsförderungsinstitut (BFI) Burgenland. Sie hat an zahlreichen Fachhochschulen Lehrveranstaltungen zum Thema Gemeinwohl-Ökonomie gehalten, Workshops an Schulen und in Institutionen geleitet und Schulprojekte umgesetzt.
Seit 2017 war Haider-Wallner als Trainerin im Rahmen von Arbeitsmarktprojekten tätig, wo sie mit Jugendlichen, Wiedereinsteigerinnen und Langzeitarbeitslosen Kreativprojekte umgesetzt hat.
2018 hat sie die Genossenschaft FreuRaum eG mitgegründet, der sie bis 2023 als Obfrau vorstand. Die Genossenschaft hat 2019 das gastronomische Social Business FreuRaum im Herzen von Eisenstadt eröffnet. Schwerpunkte waren die Integration von Menschen mit Migrationsgeschichte und Langzeitarbeitslosen ins Erwerbsleben, vegan-vegetarisches Bio-Essen, ReUse über das etablierte Reparaturcafé und gerettete Möbel als Einrichtungsgegenstände sowie die Förderung der regionalen Wirtschaft über die Bereitstellung von Verkaufsfacherln für Produzenten aus der Umgebung. Als Vorzeigeprojekt für nachhaltiges und soziales Wirtschaften hat der FreuRaum zahlreiche Preise erhalten: So zum Beispiel den Bank Austria Sozialpreis 2020 und 2022, den TRIGOS in der Kategorie „Regionale Wertschaffung“, den Preis der Theodor Kery Stiftung in der Kategorie „Nachhaltigkeit“.

### Politik
Haider-Wallner gehört seit 2014 dem Gemeinderat von Eisenstadt an, wo sie von 2022 bis 2024 als Klubobfrau fungierte. Von 2014 bis 2023 war sie Sprecherin der Grünen Wirtschaft Burgenland und von 2015 bis 2020 Delegierte zum Burgenländischen Wirtschaftsparlament. Von 2021 bis 2025 war sie Delegierte zum Österreichischen Wirtschaftsparlament. In der Wirtschaftskammer Österreich (WKO) fungierte sie als Spartenvertreterin Handel.
Im August 2023 gab Regina Petrik bekannt, bei der Landtagswahl 2025 nicht mehr zu kandidieren und sich aus der Politik zurückzuziehen. Zu ihrer Nachfolgerin als Landessprecherin der Grünen Burgenland wurde am 7. im Oktober 2023 Anja Haider-Wallner mit 91,1 Prozent der Stimmen gewählt. Für die Landtagswahl 2025 wurde Haider-Wallner im Mai 2024 zur Spitzenkandidatin der Grünen gewählt.
Am 27. Februar 2024 wurde Haider-Wallner in der XXII. Gesetzgebungsperiode als Abgeordnete zum Burgenländischen Landtag angelobt, wo sie für Regina Petrik nachrückte und deren Funktion als Klubobfrau übernahm.
In der am 6. Februar 2025 gewählten Landesregierung Doskozil III wurde sie Landeshauptmann-Stellvertreterin des Burgenlandes und übernahm die Bereiche Umwelt, Naturschutz, Energie und Landwirtschaft sowie den Konsumentenschutz. Als Kernthemen der rot-grünen Koalition nannte sie Ökologie, Soziales und Wirtschaft. Dabei kündigte Haider-Wallner ein burgenländisches Klimaschutzgesetz sowie eine Photovoltaik-Offensive an, um die Klimaneutralität 2030 zu erreichen. Ihr Landtagsmandat übernahm Margit Paul-Kientzl. Wolfgang Spitzmüller folgte Haider-Wallner als Klubobmann im Landtag nach.

### Privatleben
Anja Haider-Wallner ist Mutter zweier Kinder. Im August 2025 heiratete sie ihren langjährigen Lebenspartner.

## Publikationen (Auswahl)
- 2015: Detox: entgiften, entschlacken & abnehmen typgerecht, mit Illustrationen von Peter Barci, Kneipp-Verlag, Wien 2015, ISBN 978-3-7088-0648-8.
- 2017: Healing Kitchen für den modernen Alltag: traditionelle Heilküchen aus Ost & West, gemeinsam mit Ulli Zika, Facultas Verlags- und Buchhandels AG. Abt. Maudrich, Wien 2017, ISBN 978-3-99002-049-4.
- 2017: Anders backen zu Weihnachten: gesunde Alternativen zu Weißmehl und Haushaltszucker, gemeinsam mit Ulli Zika, Kneipp Verlag, Wien 2017, ISBN 978-3-7088-0717-1.
- 2018: Beauty Power: erwecke die Göttin in dir, Facultas Verlags- und Buchhandels AG. Abt. Maudrich, Wien 2018, ISBN 978-3-99002-074-6.
- 2020: So klappt's mit dem Welt-Retten: kleine Veränderungen mit großer Wirkung: Kompakt-Ratgeber, gemeinsam mit Mona Haider, Mankau Verlag, Murnau am Staffelsee 2020, ISBN 978-3-86374-550-9.